# ФК Пантракикос
„Пантракикос“ (на гръцки: Πανθρακικός Κομοτηνής) e гръцки футболен отбор от Гюмюрджина (Комотини).

## История
Създаден е през 1963 година. През сезон 2007/08 завършва на 3 място в Бета Етники и влиза в Суперлигата, като остава в нея в продължение на 2 сезона.